# چمن‌لی (هوپا)
چمن‌لی (به لاتین: Çimenli) یک منطقهٔ مسکونی در ترکیه است که در هوپا واقع شده‌است. چمن‌لی ۳۰۰ نفر جمعیت دارد.